# Thesan
Thesan var gryningens, spådomens och barnsbördens gudinna i den etruskiska mytologin, och sågs även som en fruktbarhetsgudinna. Hon identifierades med grekernas Eos och romarnas Aurora.
Thesan avbildades av etruskerna som en kvinna med vingar i många av de scener och berättelser som tillägnades Eos i den grekiska mytologin. Hon tillhör de etruskiska gudomar som man har funnits flest avbilder av.
Inom toskansk folktro fanns hon kvar som “Tesana”, den gryningens ande som gav människan tröst, lycka och tur inför dagen strax före uppvaknandet. 